# Davis (Dakota du Sud)
Pour les articles homonymes, voir Davis.
Davis est une municipalité américaine située dans le comté de Turner, dans l'État du Dakota du Sud.
La localité doit son nom aux propriétaires des terres sur lesquelles elle fut fondée en 1893.

## Démographie
Selon le recensement de 2010, Davis compte 85 habitants. La municipalité s'étend sur 0,43 milles carrés (1,11 km2).
| 1900 | 1910 | 1920 | 1930 | 1940 | 1950 |
| ---- | ---- | ---- | ---- | ---- | ---- |
| 151  | 164  | 245  | 209  | 230  | 153  |

| 1960 | 1970 | 1980 | 1990 | 2000 | 2010 |
| ---- | ---- | ---- | ---- | ---- | ---- |
| 124  | 101  | 100  | 87   | 104  | 85   |